# Орден Рутовой короны
Орден Зелёной короны, или Родовой орден Рутовой короны (нем. Hausorden der Rautenkrone, Orden der grünen oder Rautenkrone) — основанный в 1807 году в Саксонии орден, в память о возведении Саксонии в королевство.

## Происхождение наименования
Название ордена связано с историческим гербом Саксонии. Согласно традиции, его история следующая: в 1181 году герцог Бернхард III из дома Асканиев, после того, как был удостоен титула герцога Саксонского, предстал перед императором Фридрихом I, держал в руках свой щит, украшенный золотыми и чёрными полосами. Так как стояла жара, император принимал Бернгарда с венком из руты на голове. Он снял венок и водрузил  его на верхний правый угол щита герцога, создав таким образом саксонский герб, признаваемый во всех саксонских землях.

## История
В начале своего правления первый король Саксонии Фридрих Август I для награждения за заслуги обладал лишь военным орденом Святого Генриха. Поэтому в первый же год по восшествии на престол (в 1807) он создаёт Орден Зелёной короны, чтобы иметь возможность поощрить и государственных статских чиновников. О введении этой награды было объявлено во время визита в Саксонию Наполеона Бонапарта, возвращавшегося в Париж после заключения Тильзитского мира.

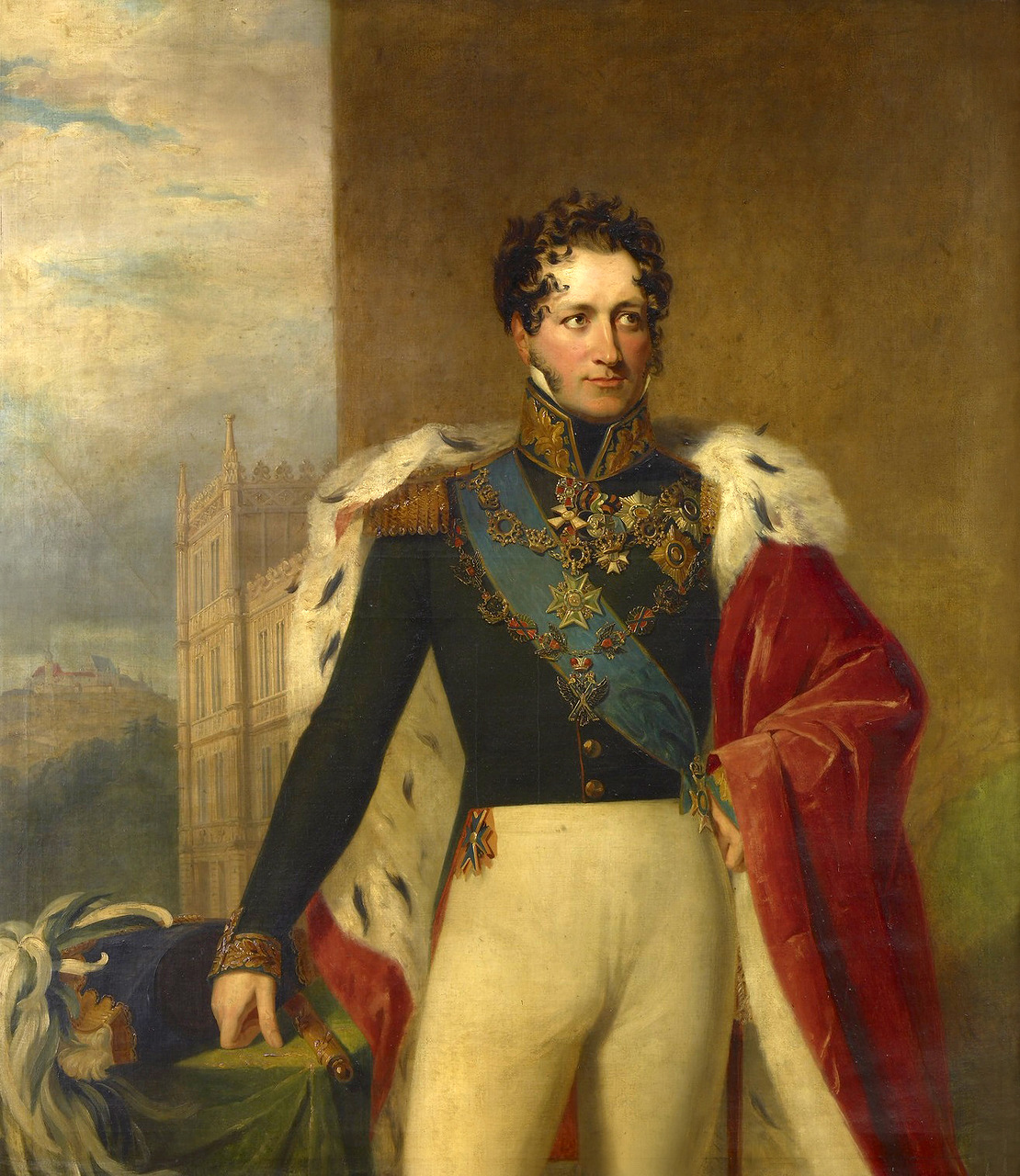
Эрнст I с цепью ордена Рутовой короны (верхняя)

## Описание
Орденский знак представляет собой золотой, покрытый зелёной эмалью мальтийский крест в белом с золотом обрамлении. В уголках креста выделяются части золотого венка из руты. На внешней стороне ордена, в центре креста находится окружённый зелёным рутовым венком медальон. На нём, на серебряном основании, под короной золотом записаны инициалы основателя ордена «FA». На обратной стороне записан девиз ордена: «PROVIDENTIÆ MEMOR». Орден имел только одну степень.
Знак носился на орденской ленте сочного зелёного цвета от правого плеча к левому бедру. Мог также носиться на цепи.